# A Taxi Driver
A Taxi Driver (택시운전사?, 택시運轉士?, Taeksi unjeonsaLR) è un film del 2017 diretto da Jang Hoon, ispirato alle vicende del massacro di Gwangju.

## Trama
Seul, 1980. Kim è un tassista vedovo con una figlia a carico, poco interessato alla politica. Un giorno si appropria di un cliente destinato ad un altro autista: un fotoreporter tedesco, disposto a spendere 100.000 won pur di essere portato a Gwangju, nel sud del Paese, per filmare la repressione della rivolta studentesca da parte dei militari del regime e far sapere al mondo cosa sta succedendo in Corea del Sud. Questo viaggio si rivela un'avventura che cambia la visione della vita di Kim.

## Distribuzione
Il film è stato distribuito in Italia a partire dal 3 dicembre 2019, senza passare per le sale cinematografiche (ad eccezione di qualche proiezione al 35° Torino Film Festival), direttamente in home video per conto della CG Entertainment, in collaborazione con Tucker Film e il Far East Film Festival.

## Accoglienza
Rotten Tomatoes assegna al film un punteggio di approvazione del 96% sulla base di 28 recensioni, con una valutazione media di 7,3/10. Su Metacritic, il film ha un punteggio di 69 su 100, basato su 7 critici, indicando "recensioni generalmente favorevoli".

## Botteghino
Secondo il Korean Film Council, il primo giorno di uscita sono stati venduti un totale di 698.090 biglietti, che hanno fruttato 4,5 milioni di dollari. Il film è stato disponibile su 1.446 schermi ed è stato proiettato 7.068 volte in tutta la Corea del Sud. A mezzogiorno del secondo giorno di corsa, il film aveva superato il milione di spettatori. A Taxi Driver è divenuto il film sudcoreano più visto nel 2017 in meno di due settimane dalla sua premiere, attirando più di 8 milioni di spettatori.

## Riconoscimenti
- 2017 - Asia Artist Award
  - Miglior attore a Ryu Jun-yeol
- 2017 - Asian World Film Festival
  - Miglior film a Jang Hun
  - Miglior attore protagonista a Song Kang-ho
- 2017 - Director's Cut Awards
  - Menzione speciale 2017
  - Miglior attore esordiente a Choi Gwi-hwa
- 2017 - Fantasia Film Festival
  - Miglior attore protagonista a Song Kang-ho
- 2017 - Korean Association of Film Critics Awards
  - Tra i migliori dieci film dell'anno
  - Miglior attore a Yoo Hae-Jin
- 2017 - Korean Film Producers Association Awards
  - Miglior attore protagonista a Song Kang-ho
- 2017 - The SACF Artist of the Year Awards
  - Miglior attore a Yoo Hae-Jin
- 2017 - The Seoul Awards
  - Premio speciale della giuria
  - Miglior attore protagonista a Song Kang-ho
- 2017 - Women in Film Korea Festival
  - Miglior produttore a Park Eun-Kyung
- 2017 - Blue Dragon Awards
  - Miglior film a Jang Hun
  - Miglior attore protagonista a Song Kang-ho
  - Miglior colonna sonora a Jo Yeong-wook
  - Premio del pubblico
  - Nomination per la miglior regia a Jang Hun
  - Nomination per il miglior attore a Yoo Hae-Jin
  - Nomination per il miglior attore non protagonista a Ryu Jun-yeol
  - Nomination per la miglior direzione artistica a Jeong Yi-Jin, Jo Hwa-seong
- 2017 - Buil Film Awards
  - Miglior film a Jang Hun
  - Miglior attore protagonista a Song Kang-ho
  - Miglior regia a Jang Hun
  - Nomination per la miglior fotografia a Go Nak-seon
  - Nomination per la miglior colonna sonora a Jo Yeong-wook
  - Nomination per la miglior direzione artistica a Jeong Yi-Jin, Jo Hwa-seong
- 2017 - Grand Bell Awards
  - Miglior film a Jang Hun
  - Nomination per il miglior attore protagonista a Song Kang-ho
  - Nomination per la miglior colonna sonora a Jo Yeong-wook
  - Nomination per la miglior fotografia a Go Nak-seon
  - Nomination per la miglior direzione artistica a Jeong Yi-Jin, Jo Hwa-seong
  - Nomination per il miglior sceneggiatura a Eom Yu-na
  - Nomination ai miglior costumi a Jo Sang-gyeong
- 2018 - AARP Movies for Grownups Awards
  - Miglior film internazionale
- 2018 - Asian Film Awards
  - Nomination per la miglior colonna sonora a Jo Yeong-wook
  - Nomination per il miglior attore a Yoo Hae-Jin
- 2018 - Asian Film Critics Association Awards
  - Nomination per il miglior attore protagonista a Song Kang-ho
  - Nomination per il miglior attore a Yoo Hae-Jin
- 2018 - Baeksang Art Awards
  - Nomination per il miglior film a Jang Hun
  - Nomination per il miglior attore protagonista a Song Kang-ho
  - Nomination per la miglior regia a Jang Hun
- 2018 - Chunsa Film Art Awards
  - Nomination per il miglior sceneggiatura a Eom Yu-na
  - Nomination per il miglior attore non protagonista a Ryu Jun-yeol
  - Nomination per la miglior regia a Jang Hun
  - Nomination per il miglior attore protagonista a Song Kang-ho
- 2018 - Florence Korea Film Fest
  - Miglior film a Jang Hun
  - Premio del pubblico
- 2018 - Hawaii Film Critics Society
  - Miglior film straniero
- 2018 - Palm Springs International Film Festival
  - Miglior film internazionale
- 2018 - Portland International Film Festival
  - Miglior regia a Jang Hun